# جيف شاندلير (ملاكم)
جيف شاندلير (بالإنجليزية: Jeff Chandler)‏ (3 سبتمبر 1956 بفيلادلفيا في الولايات المتحدة - ) هو ملاكم أمريكي، صنّف ضمن فئة وزن البانتام ‏.

## إحصائيات
خاض خلال مسيرته 37 نزالا، فاز في 33 وتعادل في 2 وخسر في 2. فاز بالضربة القاضية في 18 نزالا.

## روابط خارجية
- جيف شاندلير على موقع بوكس ريك (الإنجليزية) (registration required)